# 松原市の中学校一覧
松原市の中学校一覧（まつばらしのちゅうがっこういちらん）では、日本の大阪府松原市に所在する中学校を列挙し解説する。
松原市には2021年時点で公立中学校が7校あり、2020年5月1日時点での生徒総数は2643人である。

## 一覧

### 松原市立松原第二中学校
松原市立松原第二中学校（まつばらしりつ まつばらだいにちゅうがっこう）は、松原市三宅西地区にある公立中学校。2020年5月1日時点での生徒数は317人と市内で2番目に少ない。
1963年4月1日、松原第二中学校は旧天美中学校、三宅中学校、恵我中学校を統合して開校したが、いまだ校舎の工事が終わっておらず、3校の校舎を分教場として利用して授業を行なっていた。同年6月1日に校舎の工事が一部完了したため、三宅分教場と恵我分教場が閉鎖され、1・2年生は新校舎に移った。それに伴って開校式が行われたため、6月1日が創立記念日となっている。1964年に校舎の第二期工事の完了とともにすべての分教場が閉鎖され、全校生徒が一箇所で学ぶこととなった。同年、詩人の安西冬衛が作詞を務めた校歌が制定されている。1975年に松原第四中学校と松原第五中学校が新設し、一部の地区が校区から分離した。1980年に保険統計調査で文部大臣から表彰された。1985年に松原第七中学校が新設され、校区のうち三宅中地区・三宅東地区が松原第四中学校区に編入された。
通学区域
出身小学校：天美北小学校、天美南小学校
天美東1丁目から7丁目、天美南1丁目から3丁目、天美北1丁目から6丁目、三宅西1丁目から7丁目、東新町1丁目、田井城6丁目

### 松原市立松原第三中学校
松原市立松原第三中学校（まつばらしりつ まつばらだいさんちゅうがっこう）は、松原市東新町地区にある公立中学校。2020年5月1日時点での生徒数は398人。
1947年4月1日、学制改革にともなって中河内郡布忍村立布忍中学校として設立。開校当初は戦前に高等科が置かれていた布忍小学校の校舎を利用していた。1955年に布忍村が松原市に統合されると松原市布忍中学校となり、1963年に現在の名称に改称された。1970年に新校舎が完成し、現在地に移転した。1970年代前半から校区内の布忍小・中央小とともに同和教育・人権教育に力を入れてきた。大阪府では障害者解放運動と同和教育が密接に結びつけられ、障害のある子供が可能な限り通常学級で学ぶことができる仕組み（原学級保障）が定められていた。松原三中ではその実践の中で、ハンディキャップを持った児童を中心に添えて集団を形成し、そうして生まれた集団ごと地域の公立高等学校への進学を目指すと言う教育方針（地元集中進学）が生まれていった。同様の活動は大阪府ではしばしば見られたが、松原三中の取り組みはその典型例として世間から関心を呼んだ。また、2015年からは第三中学校区としてインターナショナルセーフスクールの国際認証の取得への取り組みを始め、2018年に大阪府では初となる認証を取得した。教育学者の若槻健は松原三中のインターナショナルスクールに基づいた教育について、以前から実践していた人権教育の影響からハンディキャップ者の視点に立った安心・安全な学校づくりを行っていると指摘。さらに同校の教育は生徒が主体的になって取り組んでいることから、ガート・ビースタの「主体化の市民性教育」になぞらえて高く評価するとともに、主体化の市民性教育でしばしば問題となる生徒間の教育格差が見られていない点から松原三中校区を「日本の人権教育をリードする校区」と表現している。
通学区域
出身小学校：布忍小学校、中央小学校
河合4丁目302番地、河合5丁目・6丁目、南新町1丁目から6丁目、北新町1丁目・2丁目、北新町3丁目1番1号から16番25号（16番8号から16号を除く。）北新町5丁目から6丁目、田井城1丁目から5丁目、高見の里1丁目・2丁目、東新町2丁目・3丁目、東新町4丁目1番1号から3番35号、東新町4丁目6番1号から11番26号

### 松原市立松原第四中学校
松原市立松原第四中学校（まつばらしりつ まつばらだいよんちゅうがっこう）は、松原市別所地区にある公立中学校。2020年5月1日時点での生徒数は434人と市内で2番目に多い。
1975年4月1日に開校し、1980年に第七中学校の設立とともに校区改編が行われた。
通学区域
出身小学校：松原北小学校、三宅小学校、恵我小学校
上田1丁目・2丁目、阿保1丁目から7丁目、松ヶ丘2丁目・3丁目、三宅東1丁目から7丁目、三宅中1丁目から8丁目、別所1丁目から9丁目（2丁目を除く。）
主な出身者
- 山村隆太（flumpool）
- 阪井一生（flumpool）
- 尼川元気（flumpool）

### 松原市立松原第五中学校
松原市立松原第五中学校（まつばらしりつ まつばらだいごちゅうがっこう）は、松原市天美我堂地区にある公立中学校。2020年5月1日時点での生徒数は382人。
2021年、松原市の観光親善大使を務めるFlumpoolは、FM802のラジオ番組で生まれた楽曲「大丈夫」のコーラスに松原第五中学校の生徒を起用した。これはコロナ禍の中学生の思い出を作りたいと言うボーカル山村隆太の発案で始まったもので、山村の恩師が松原第五中学校に勤務していた縁によるものだった。
通学区域
出身小学校：天美小学校、天美西小学校
天美東8丁目・9丁目、天美南4丁目から6丁目、天美北7丁目・8丁目、天美西1丁目から8丁目、北新町3丁目16番8号から16号、北新町3丁目17番1号から40号、北新町4丁目、天美我堂1丁目から7丁目

### 松原市立松原第六中学校
松原市立松原第六中学校（まつばらしりつ まつばらだいろくちゅうがっこう）は、松原市岡地区にある公立中学校。2020年5月1日時点での生徒数は408人。1978年4月1日に開校。同校は王仁が建てた聖堂（孔子廟）が建てられたという伝説にちなんで名付けられた清堂池（聖堂池）の一部を埋め立てて建てられた。1979年6月29日に実施された開校式典を機に、6月5日が創立記念日に定められた。
詩人の三浦千賀子は同校の教員を務めたことがあり、青空学級（障害者学級）で担任を務めた際の体験談を『自閉症の中学生とともに: 松原六中・青空学級担任日誌』（未来社・2006年）で語っている。
通学区域
出身小学校：松原南小学校、松原東小学校
丹南1丁目から6丁目、岡1丁目から6丁目、立部1丁目から5丁目、西大塚2丁目、柴垣1丁目・2丁目

### 松原市立松原第七中学校
松原市立松原第七中学校（まつばらしりつ まつばらだいななちゅうがっこう）は、松原市一津屋地区にある公立中学校。2020年5月1日時点での生徒数は264人と、松原市内で最も少ない。1985年4月1日に府営団地の設置に伴って市下7校目の中学校として開校。1997年に文部省の「中国等帰国孤児子女教育研究協力校」に指定され、2003年には「不登校問題」に係わる研究開発学校の指定校となった。校歌の作曲はフォークシンガーの坂庭省悟（坂庭賢亨名義）である。
通学区域
出身小学校：恵我小学校、恵我南小学校
大堀1丁目から5丁目、一津屋1丁目から6丁目、小川1丁目から6丁目、若林1丁目・2丁目、松ヶ丘1丁目・4丁目、西野々1丁目・2丁目、別所2丁目

## 廃校の一覧

### 公立中学校
- 松原市立天美中学校：1963年、三宅中学校、恵我中学校とともに松原市立松原第二中学校に統合され、校舎は1964年7月まで松原第二中学校天美分教場として使用されていた[2]。

- 松原市立三宅中学校：1963年、天美中学校、恵我中学校とともに松原市立松原第二中学校に統合され、校舎は松原第二中学校三宅分教場として1963年6月1日まで利用されていた[2]。

- 松原市立恵我中学校：1963年に松原市立松原第二中学校に統合され、校舎は松原第二中学校恵我分教場として1963年6月1日まで利用されていた[2]。